# دونالد هيو ماكاي
دونالد هيو ماكاي هو سياسي كندي، ولد في 22 مارس 1914 في ليثبريدج في كندا، وتوفي في 1919 في كالغاري في كندا. نشط حزبياً في الحزب الليبرالي الكندي.